# The Cool Kids (serie televisiva)
The Cool Kids è una serie televisiva statunitense ideata da Charlie Day e Paul Fruchbom, trasmessa dal 28 settembre 2018 sulla Fox.
Interpretata da Vicki Lawrence, Martin Mull, David Alan Grier e Leslie Jordan, la serie segue tre uomini residenti di una comunità di pensionati che sono costretti ad adattarsi all'arrivo di una nuova occupante ribelle.
Il 19 ottobre 2018, Fox ha ordinato altri nove episodi della serie, portando la prima stagione a un totale di 22 episodi.
Il 10 maggio 2019, viene cancellata dopo una stagione.
In Italia, la serie viene trasmessa dal 3 dicembre 2018 su Fox.

## Trama
La serie racconta la storia di tre anziani: Charlie, Hank e Sid, che vivono in una casa di cura. Un giorno Margaret si unisce a loro, una donna pazza e sicura di sé che vuole godersi la vita.

## Personaggi e interpreti

### Principali
- Hank Henderson, interpretato da David Alan Grier
- Charlie, interpretato da Martin Mull
- Sid, interpretato da Leslie Jordan
- Margaret, interpretata da Vicki Lawrence

### Ricorrenti
- Dudley, interpretato da Jamie Farr, un altro residente che la comunità trova fastidioso
- Allison, interpretata da Artemis Pebdani
il capo della comunità di pensionati

### Ospiti
- Chet, interpretato da Charlie Day (ep. 1)
il tuttofare della comunità di pensionati
- Jennifer, interpretata da Megan Ferguson (ep. 2)
- Dottor Chad, interpretato da Ravi Patel (ep. 4)
- Robert, interpretato da Max Gail (ep. 4)
fidanzato di Margaret
- Walt, interpretato da Travis Schuldt (ep. 4)
figlio di Sid

## Episodi
| Stagione       | Episodi | Prima TV USA | Prima TV Italia |
| -------------- | ------- | ------------ | --------------- |
| Prima stagione | 22      | 2018-2019    | 2018-2019       |

## Promozione

### Marketing
Il 14 maggio 2018, Fox ha pubblicato il primo trailer della serie.

### Premiere
Il 13 settembre 2018, la serie ha preso parte al 12° Annual PaleyFest Fall Television Anteprime che ha caratterizzato un'anteprima della serie e una conversazione con membri del cast tra cui David Alan Grier, Martin Mull, Vicki Lawrence e Leslie Jordan.

## Accoglienza
La serie è stata accolta da una reazione mista a quella positiva dei critici in occasione della sua anteprima. Sul sito web di aggregazione di recensioni Rotten Tomatoes, la serie ha ottenuto un punteggio di approvazione del 69% con un punteggio medio di 6,1 su 10, basato su 16 recensioni. Il consenso critico del sito web recita: "Anche se le battute e i cliché di sottofondo sono vecchi, un'attenzione non comune per i personaggi più anziani rende più facile perdonare la mancanza di rughe fresche".
Metacritic, che utilizza una media ponderata, ha assegnato alla serie un punteggio di 49 su 100 basato su 8 critici, indicando "recensioni miste o medie".